# Phaeostigma cypricum
Phaeostigma cypricum är en halssländeart som först beskrevs av Hagen 1867.  Phaeostigma cypricum ingår i släktet Phaeostigma och familjen ormhalssländor. Inga underarter finns listade i Catalogue of Life.